# Stachytarpheta hybrida
Stachytarpheta hybrida là một loài thực vật có hoa trong họ Cỏ roi ngựa. Loài này được Moldenke miêu tả khoa học đầu tiên năm 1940.